# رغل أرمد
رغل أرمد والمعروف باسم القطف السنجابية أو رغل الساحل هو نوع من النباتات في الأسرة قطيفية . تتواجد بالمناطق الساحلية المحمية وحول البحيرات المالحة في أستراليا

## التوصيف

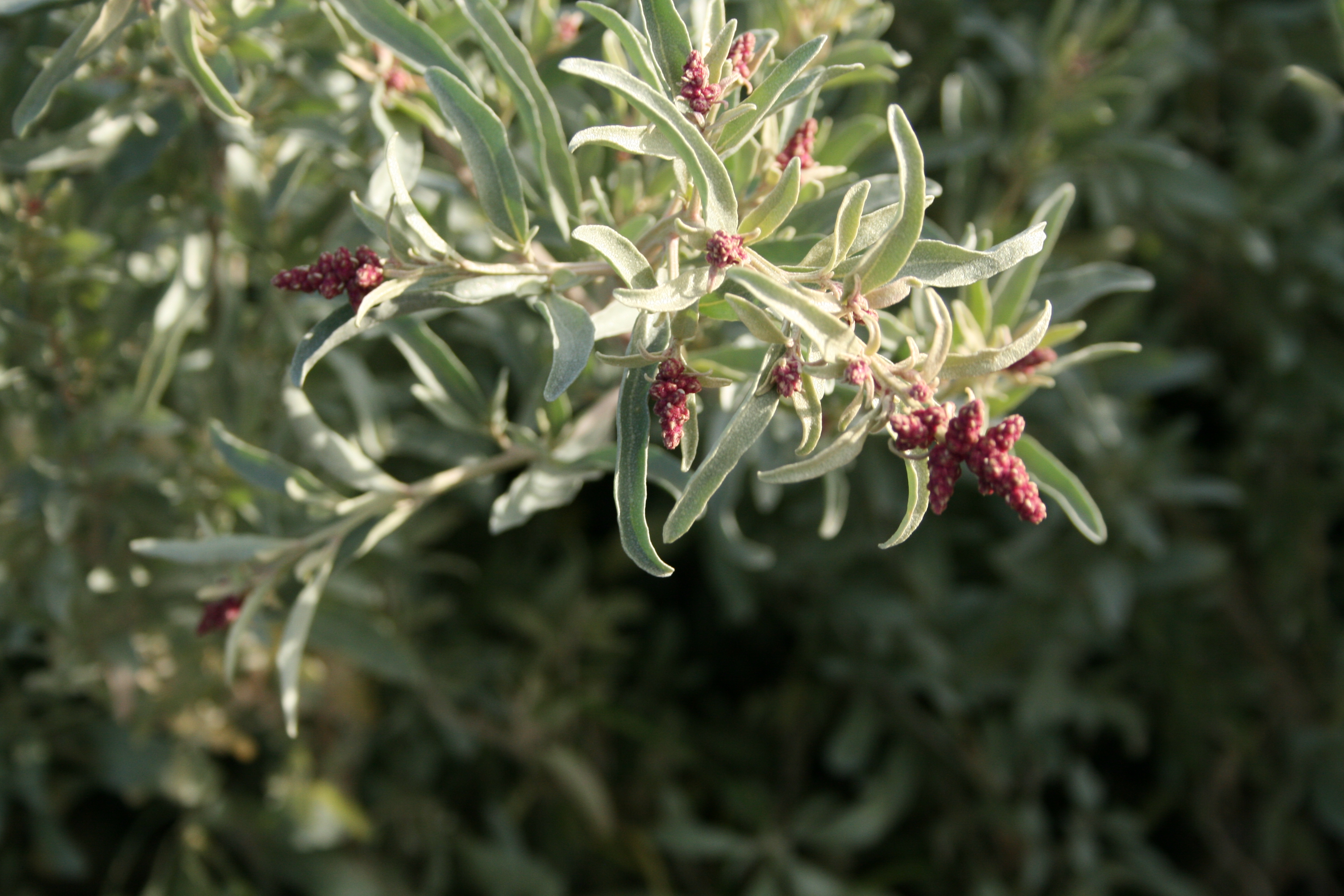
العناقيد الكروية الأرجوانية للزهرة الذكرية.

رغل أرمد هو سجود منتصب، وشجيرة متفرعة بشكل كبير، وشجيرة مورقة يصل ارتفاعها إلى 1.8 متر وعرضها يصل إلى 2.5 متر.
السيقان في البداية ممتلئة وزاوية وتصبح خشبية مع تقدم العمر
الأوراق بيضاوية الشكل إلى مستطيلة. 40 طول مم، 15 عرض مم. أعناق 1 - 3 مم. الأوراق متبادلة وهي فضية أو رمادية خضراء اللون.
النبات مغطى بشعر المثانة. من النوع أحادي المسكن أو ثنائي المسكن.
الزهور المذكرة في مجموعات كروية أرجوانية (ولكنها تبدو صفراء عندما تكون في حالة ازدهار) وتكون على مسامير بسيطة أو متفرعة.
الزهيرات غير الممنوحة متصلة بالساق.
تفتقر الزهرة الذكرية إلى بركتس أو براكتوليس.
النبات الأنثوي أيضًا يزهر ولكن بشكل أكثر سرية في إبط الورقة، (يظهران كقطعتين صغيرتين باللون الوردي في الصورة أدناه).

## الموطن
تزدهر الرغل الأرمد في البيئات الساحلية وموطنه فيكتوريا ولكنه متجنس في بعض أجزاء الولاية.
مقارنت الرغل الأرمد بالأنواع النبتات الساحلية الأخرى يعتبر شديد التحمل للملح وغالبا ما ينبت بالارضى الأقرب إلى البحر وفي ظل ظروف بالغة القسوة
وهي قادرة على استعمار الكثبان الرملية على الرغم من الرياح السائدة ورذاذ البحر.
التربة التي تنمو عليها فقيرة بالمغذيات ويمكن أن تكون شديدة القلوية (حيث تتكون الرمال من كربونات الكالسيوم).
للبقاء على قيد الحياة في هذه البيئة ممكن بسبب العديد من عوامل التكيف بما في ذلك خلايا البشرة المثانة التي يمكنها عزل الملح من أنسجة الأوعية الدموية / داخلها والتمثيل الضوئي الموجود في العديد من الأنواع من جنس الرغل

## انتشارها
تتواجد بالساحل بغرب أستراليا وجنوب أستراليا وفيكتوريا وتسمانيا ونيو ساوث ويلز. أنشئت على تربة رملية ساحلية، مفضلة تحديدًا الخلجان والخلجان مثل خليج ويسترن بورت وخليج بورت فيليب. انخفض النطاق الطبيعي والكثافة لهذا النوع مع توسع المدن الرئيسية (ملبورن / سيدني / أديلايد) والضواحي اللاحقة على طول ساحل أستراليا.
يمكن العثور عليها أيضًا بجزيرة لورد هاو وفي نيوزيلندا.

## الاستخدامات
غالبًا ما يستخدم الرغل الأرمد في استقرار التربة ومنع التآكل وإعادة الغطاء النباتي / إعادة تأهيل المناطق المعرضة للخطر.
يعتبر جنس الرغل مفيدًا بشكل خاص في إدارة ملوحة الأراضي الجافة حيث يمكنه تغيير منسوب المياه الجوفية وخصائص التربة السطحية مما يسمح للنباتات الأخرى بالاستعمار.

## نقاط التمييز
يمكن تمييز رغل أرمد عن الأنواع الأخرى من جنس الرغل بالميزات التالية:
- شجيرة معمرة .
- الأوراق بيضاوية الشكل إلى مستطيلة
- تكون البراكتولات الثمرية مجانية ولاطئة
- الأوراق ملتوية